# استان کیگوما
کیگوما یکی از استان‌ها و از مناطق اداری در کشور تانزانیا می باشد و مرکز این استان شهر کیگوما می باشد . 
این استان از شمال با استان کاگرا و از شرق با استانهای شینیانگا و تابورا ، از جنوب با استان روکاوا و از غرب با دریاچه تانگانیکا هم مرز می باشد  
در عین حال مرز کشور تانزانیا با جمهوری دموکراتیک کنگو را نیز تشکیل می دهد . همچنین این استان از شمال غرب با کشور بوروندی نیز هم مرز می باشد . 
بر پایه نتایج سرشماری عمومی نفوس و مسکن که در سال ۲۰۰۲ توسط دولت تانزانیا انجام شد جمعیت این استان چیزی بالغ بر ۱٬۶۷۹٬۱۰۹ برآورد شده است. 
کمیسیونر منطقه ای استان کیگوما عیسی ماچیبیا می باشد . 

## شهرستانها
استان کیگوما به لحاظ اداری به چهار شهرستان تقسیم شده است شهرستان‌ کاسولو و شهرستان‌ کیبوندو و  شهرستان‌ کیگومای روستایی و شهرستان‌ کیگومای شهری .

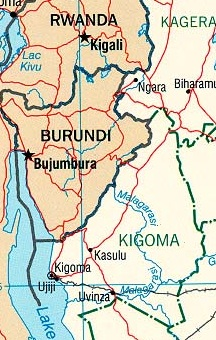

## منبع
- مشارکت کنندگان ویکی پدیای انگلیسی
- http://www.statoids.com/utz.html